# Oh Eun-sun

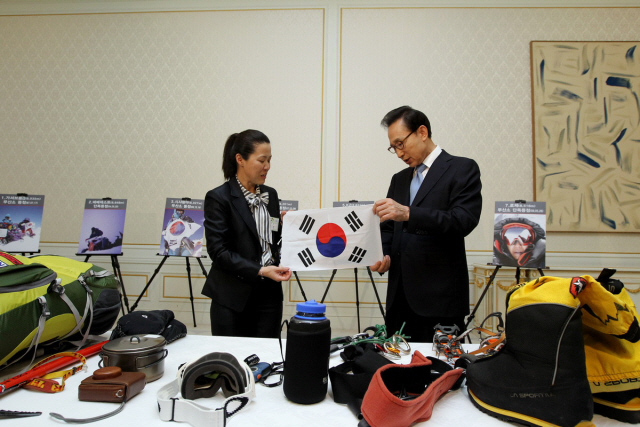
Oh mit dem koreanischen Präsidenten Lee Myung-bak

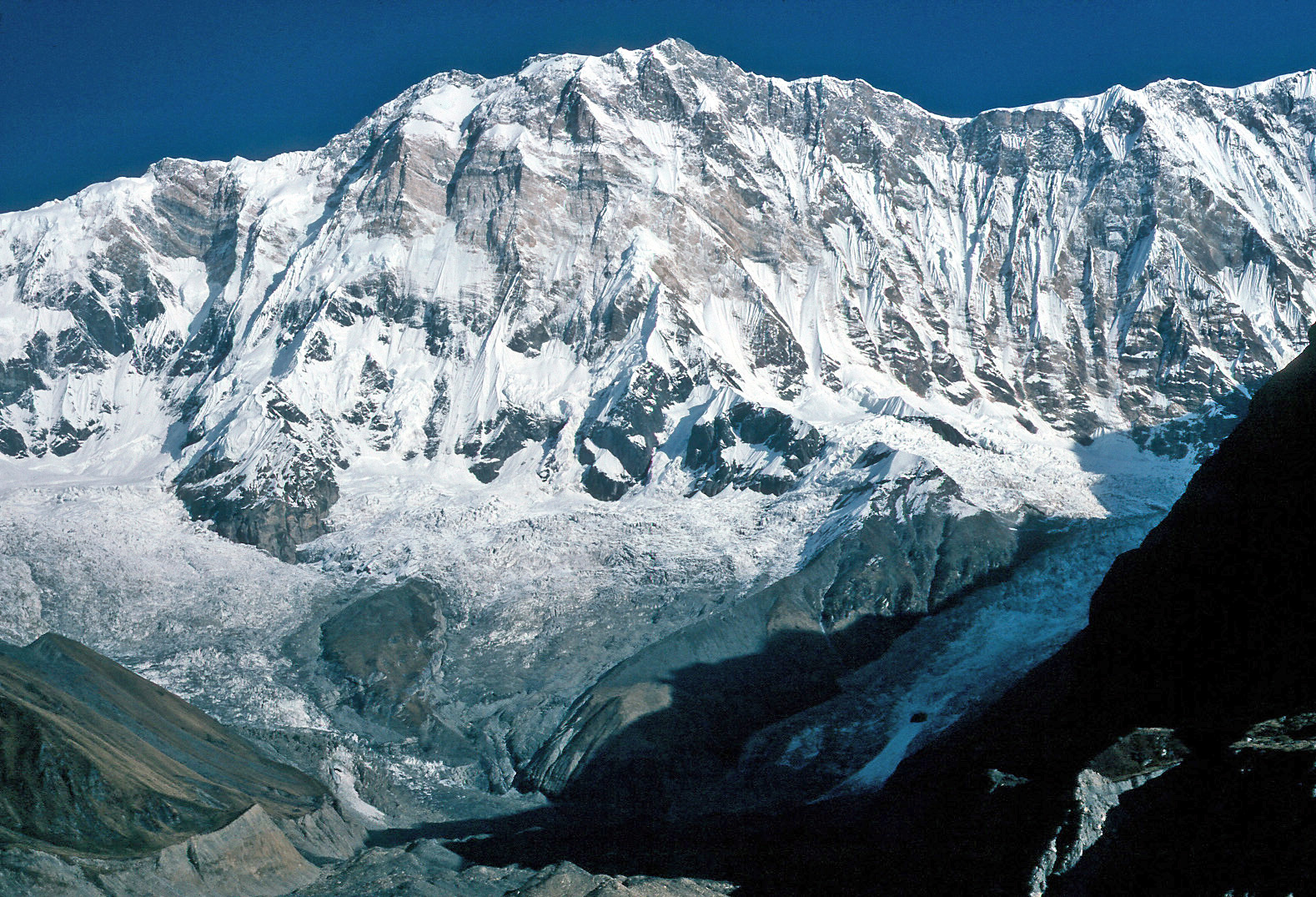
Auf der 8091 Meter hohen Annapurna schloss Oh die Besteigung aller Achttausender ab.

Oh Eun-sun (* 5. März 1966, nach anderen Quellen 11. März oder 1. März, 1966 in Namwon) ist eine südkoreanische Bergsteigerin. Sie gehört zu den erfolgreichsten Höhenbergsteigerinnen der Welt, steht aber in der Fachwelt aufgrund des verstärkten Einsatzes von Hilfsmitteln in der Kritik. Oh wurde als erster Frau die Besteigung aller Achttausender zugeschrieben. Allerdings bestehen starke Zweifel an einer der Achttausender-Besteigungen; diese wird mittlerweile als „angefochten“ in den Statistiken geführt. Ohs eigener Verband lehnt die Anerkennung des fraglichen Gipfelerfolgs ab.
Oh ist die erste Frau, die vier Achttausender innerhalb eines Jahres bestiegen hat. Darüber hinaus hat Oh als erste Südkoreanerin alle Seven Summits in beiden Versionen erreicht.
2004 gewann Oh Eun-sun als beste Alpinistin den Festival-Preis der Korean Student Alpine Federation (KSAF) und 2005 eine Auszeichnung durch The Women’s Newspaper.
Oh Eun-sun sagt von sich selbst, dass ihr Abenteuer- und Erforschungsdrang bereits in den Genen festgeschrieben sei und bezeichnet Dschingis Khan als ihr Idol. Sie ist Single, weil die Berge die einzige Sache seien, die sie begehre: „Ihnen zu begegnen ist wie die Begegnung mit einem Verlobten.“ Wenn sie nicht in den Bergen sein kann, fühle sie sich nach eigenen Angaben beunruhigt und besorgt. Seit 1985 ist sie Mitglied des Suwon University Alpine Club. Hauptberuflich arbeitet sie in einem Geschäft für Bergsportausrüstung.

## Besteigung der Seven Summits

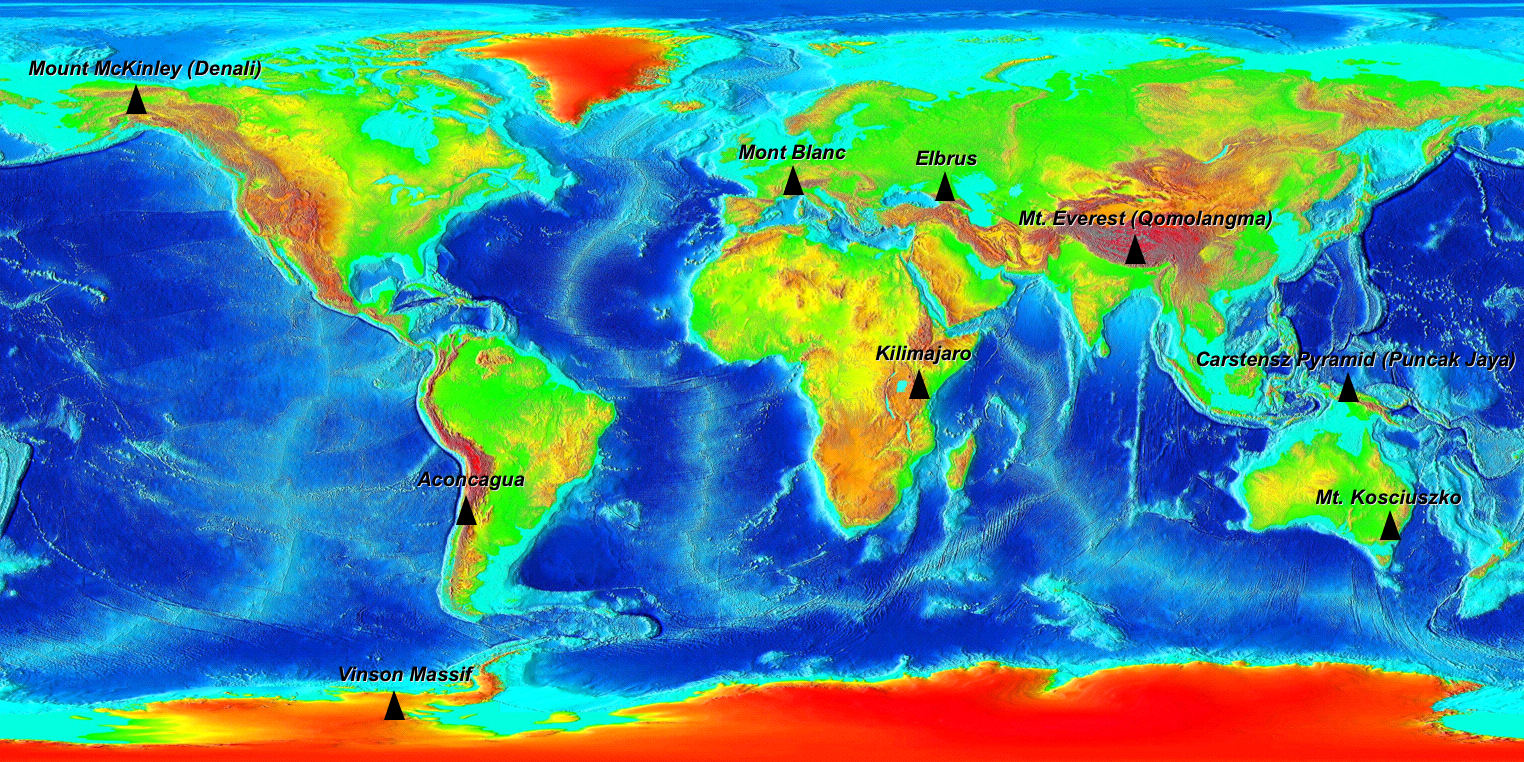
Die Lage der Seven Summits

Als Seven Summits (englisch ‚Sieben Gipfel‘) werden die jeweils höchsten Berge der sieben Kontinente bezeichnet, ihre Besteigung wird im Höhenbergsteigen als besondere Leistung angesehen. Dabei werden wegen unterschiedlicher Auffassungen über die Grenzen der Kontinente in der Regel zwei Listen geführt: eine mit dem Mount Kosciuszko, eine andere mit der deutlich höheren Carstensz-Pyramide als Vertreter von Australien und Ozeanien. Ferner ist es von der Definition der innereurasischen Grenze abhängig, ob der Elbrus oder der Mont Blanc der höchste Berg Europas ist. Insgesamt kommen damit mindestens neun Berge in Betracht (siehe Definition der Seven Summits).
Oh Eun-sun hat die Gipfel aller neun dieser Berge bestiegen. 1996 stand sie auf dem Mont Blanc, 2002 auf dem Elbrus. Im Jahr darauf bestieg sie mit dem Mount McKinley den höchsten Berg Nordamerikas. 2004 erreichte sie gleich fünf der Seven Summits, nämlich den Aconcagua, den Mount Everest, den Kibo, den Mount Kosciuszko und schließlich den Mount Vinson. Mit der Besteigung des Kosciuszko am 12. November des Jahres hatte sie die Seven Summits in der Kosciuszko-Variante als 99. Person abgeschlossen. Am 3. Dezember 2006 komplettierte sie die alternative Liste, indem sie die Carstensz-Pyramide bestieg. In dieser Version war sie der 110. Mensch auf allen Seven Summits. Lässt man beide ozeanischen Gipfel gelten, nimmt Oh Rang 135 unter allen Seven-Summit-Bergsteigern ein. Sie war außerdem die erste Südkoreanerin, die eine der beiden Listen vervollständigte.

## Besteigung der Achttausender

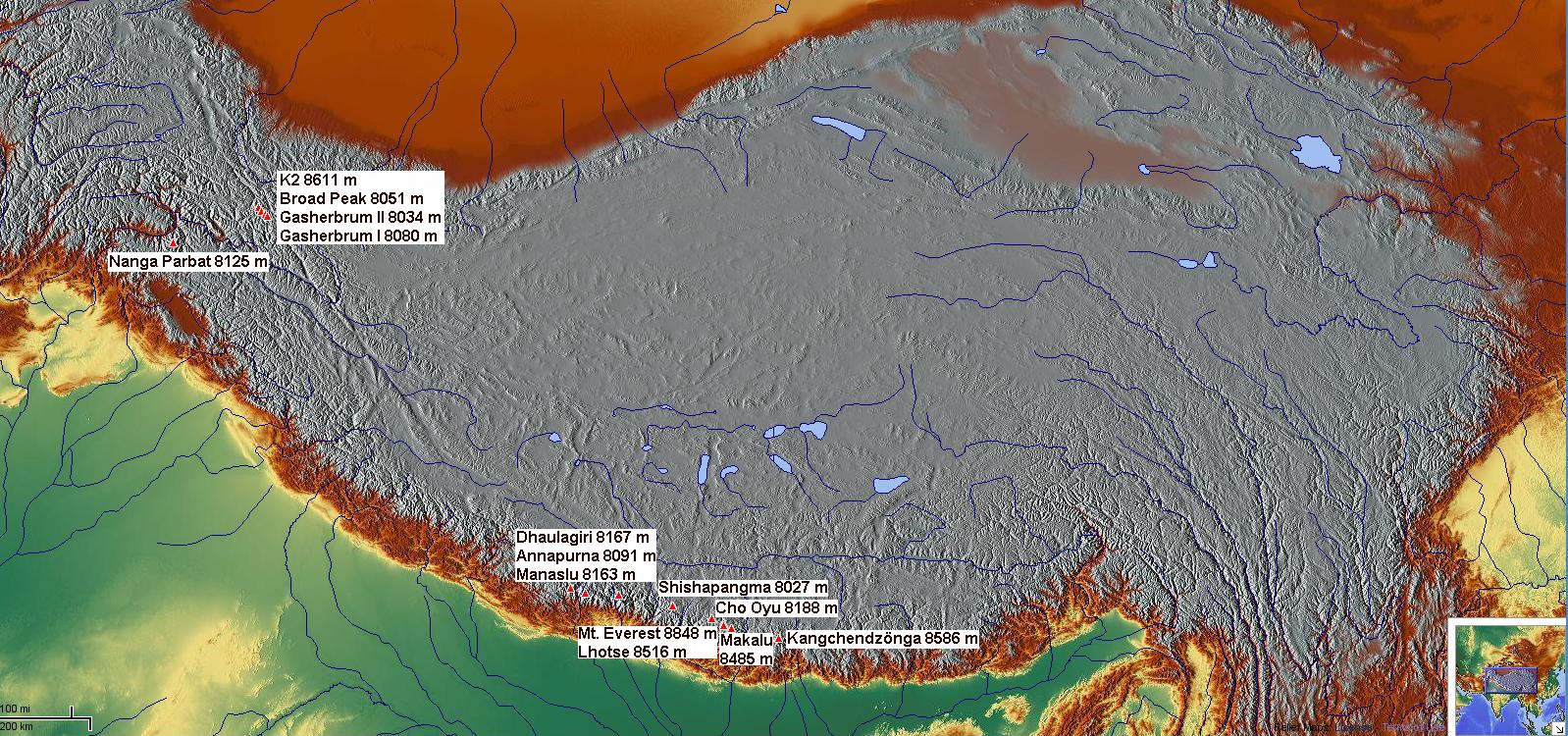
Die Lage der Achttausender im Karakorum und Himalaya

Oh Eun-sun stand am 17. Juli 1997 auf dem Gipfel des Gasherbrum II und damit erstmals auf einem Achttausender, also einem Berg mit einer Höhe von 8000 Metern oder mehr, von denen es weltweit 14 gibt. Nach erfolglosen Versuchen an Makalu, Broad Peak und K2 in den Folgejahren bestieg sie unter Zuhilfenahme von Flaschensauerstoff 2004 den höchsten Berg der Erde, den Mount Everest; zwei Jahre später war sie auf dem Shishapangma. 2007 kletterte sie auf Cho Oyu und K2, auf Letzteren ebenfalls mit zusätzlichem Sauerstoff. 2008 kann als Wendepunkt in Ohs „Rennen“ um den bis dahin unvergebenen Titel der ersten Frau auf allen Achttausendern angesehen werden. Oh ließ sich nun per Hubschrauber in die Basislager fliegen, am Berg standen mannstarke Teams bereit, um ihre Aufstiege vorzubereiten. Als Ergebnis dieses Aufwands reklamierte sie in den folgenden beiden Jahren jeweils vier Gipfelerfolge auf einem der höchsten Berge der Erde für sich: 2008 Makalu, Lhotse, Broad Peak und Manaslu; 2009 Kangchendzönga, Dhaulagiri, Nanga Parbat und Hidden Peak. Spätestens dadurch war die Frage, welche Frau als erste alle 14 Achttausender bestiegen haben würde, zu einem Wettlauf geworden, dem die Fachwelt und die internationale Tagespresse mit wachsender Aufmerksamkeit folgten. Oh hatte ihr Ziel, diesen Titel für sich zu gewinnen, mittlerweile offen deklariert und das Vorhaben „Projekt 14“ getauft. Mit den Leistungen aus den Jahren 2008 und 2009 hatte sie die bis dahin aussichtsreichsten Kandidatinnen für den Titel, die Österreicherin Gerlinde Kaltenbrunner, die Spanierin Edurne Pasaban und die Italienerin Nives Meroi, hinter sich gelassen und war mit 13 von 14 Gipfeln in Führung gegangen. Am 27. April 2010 erreichte sie gegen 15:00 Uhr Ortszeit in Begleitung von drei Sherpas und zwei Kameramännern den Gipfel der Annapurna und komplettierte damit die Achttausender-Reihe. Oben angekommen, riss die 44-Jährige die Arme in die Luft und rief: “Victory!” (deutsch: „Sieg!“) Videoaufnahmen vom Gipfel wurden live im südkoreanischen Fernsehen übertragen, der Erfolg in Ohs Heimatland als nationaler Triumph gefeiert. Sie gilt damit als erste Frau, der die Besteigung aller Achttausender gelang. Weil allerdings ihre Kangchendzönga-Besteigung umstritten ist, wird ihr dieser Status nicht uneingeschränkt zuerkannt.

## Streit um die Besteigung des Kangchendzönga

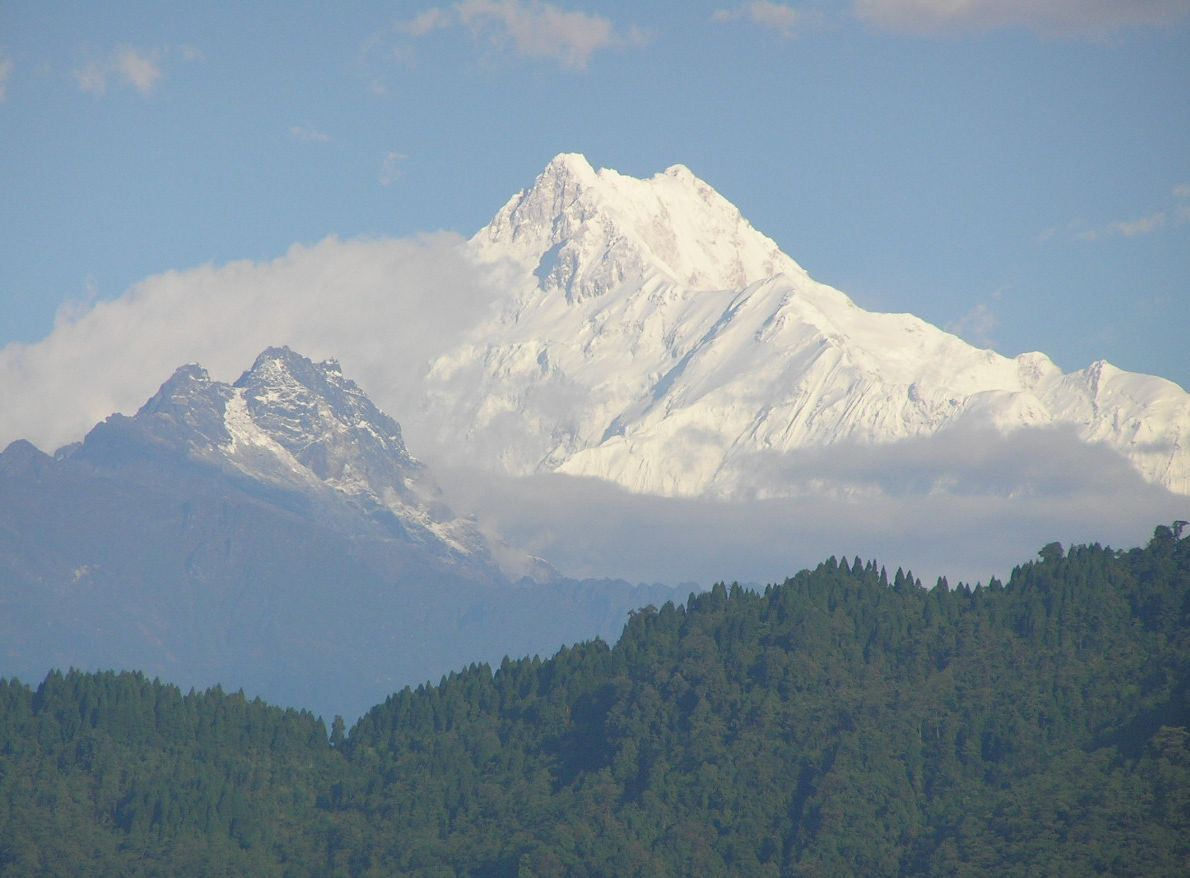
Der dritthöchste Berg der Erde ist der 8586 Meter hohe Kangchendzönga. Dass Oh auf seinem Gipfel stand, wird in Fachkreisen bezweifelt.

Ohs Besteigung des Kangchendzönga am 6. Mai 2009 wird von Kritikern bezweifelt. Um ihren Gipfelerfolg zu untermauern, hatte Oh ein Foto – veröffentlicht unter anderem auf den Internetseiten der The Korea Times – vorgelegt, dessen Echtheit und Beweiskraft in Fachkreisen offen in Frage gestellt wird. Es zeigt eine Person in Bergsteigermontur und Kälteschutzanzug inklusive Skibrille, die im Schneetreiben steht und eine Fahne von Ohs Sponsor Black Yak in die Kamera hält. Ein zweites Foto zeigt Oh in gleicher Umgebung und Position mit der südkoreanischen Flagge. Weitere Fotos wurden nicht veröffentlicht. Erste kritische Stimmen wurden laut, als eine andere koreanische Bergsteigerin angab, Ohs dritte Fahne, mit dem Logo des Alpinclubs ihrer Universität, unterhalb des Gipfels gefunden zu haben. Der Fund wird auch vom norwegischen Bergsteiger Jon Gandal beschrieben: Nach dessen Angaben fand seine Gruppe die Fahne mit vier Steinen befestigt etwa 40 bis 50 Höhenmeter unterhalb des Gipfels. Dies führte zu dem Verdacht, dass Oh irrtümlicherweise angenommen hatte, den Gipfel erreicht zu haben, oder gar gelogen hatte. Als Argumente wurden vorgetragen, auf dem Foto sei wegen des unklaren und nebligen Hintergrundes nicht zu erkennen, ob es tatsächlich auf dem Gipfel des Kangchendzönga aufgenommen wurde; außerdem sei nicht einmal die Identität der gezeigten Person auszumachen, weil das Gesicht nicht zu erkennen sei; schließlich wurde die extrem kurze Zeit angeführt, in der sie den Gipfel erreicht haben sollte: In einem Bericht war behauptet worden, Oh habe die letzten 500 Meter des Aufstiegs trotz widrigen Wetters ohne Zusatzsauerstoff in nur dreieinhalb Stunden bewältigt. Von vielen erfahrenen Höhenbergsteigern wurde die Machbarkeit einer solchen Leistung verneint. So hatte etwa Huh Young-ho in einem Radiointerview ausgesagt, er halte dies für schlechterdings unmöglich. Oh hätte auf den letzten Metern deutlich schneller sein müssen als alle, die vor ihr den Kangchendzönga bestiegen hatten, so Huh. Er forderte Oh auf, den Berg nochmals zu besteigen, um alle Zweifel auszuräumen.
Ende 2009 wies Oh die Vorwürfe auf einer Pressekonferenz ihres Sponsors Black Yak in Seoul von sich. Wegen des nachteiligen Wetters sei eine bessere Aufnahme als das umstrittene Foto nicht machbar gewesen. Anwesend war auch einer der nepalesischen Sherpas, die Oh auf dem Weg zum Gipfel begleitet hatten. Er bestätigte ihre Behauptungen und fügte hinzu, er sei bereits vier Mal auf dem Gipfel des Kangchendzönga gewesen und könne daher ausschließen, Oh an eine falsche Stelle geführt zu haben. Bezüglich der Dauer der Besteigung gab Oh an, diese sei falsch berechnet worden; tatsächlich habe sie für die letzten 500 Meter nicht nur dreieinhalb, sondern 12 Stunden und 40 Minuten benötigt.
Im April 2010 markierte die US-amerikanische Himalaya-Chronistin Elizabeth Hawley, die allseits als maßgebliche Instanz für die Anerkennung von Achttausender-Besteigungen im nepalesischen Himalaya angesehen wird, Ohs Gipfelerfolg am Kangchendzönga in ihrer Himalayan Database als “disputed” (deutsch: „angefochten“). Vorausgegangen war eine Unterredung mit Edurne Pasaban, die zu dieser Zeit als Ohs stärkste Konkurrentin im Wettlauf um den Titel der ersten Frau auf allen Achttausendern galt und keine zwei Wochen nach Ohs angeblicher Besteigung auf dem Gipfel des Kangchendzönga gestanden hatte. Gegenüber der französischen Presseagentur AFP begründete Hawley ihre Änderung daraufhin:

“There were several teams on Kanchenjunga at that time, one was Miss Pasaban’s and one was Miss Oh’s. […] The only picture that anyone has seen shows Miss Oh standing on bare rock. But Miss Pasaban showed me a picture of her team on the summit, and they are standing on snow. […] The other reason is that of the three Sherpas that climbed with Miss Oh, two have said she did not reach the summit.”

„Verschiedene Teams waren zur fraglichen Zeit am Kangchendzönga, darunter die von Frau Pasaban und Frau Oh. […] Das einzige Bild, das irgendwer gesehen hat, zeigt Frau Oh, wie sie auf bloßem Fels steht. Aber Frau Pasaban zeigte mir ein Bild von ihrem Team auf dem Gipfel, und die stehen im Schnee. […] Der andere Grund ist, dass von den drei Sherpas, die mit Frau Oh am Berg waren, zwei gesagt haben, sie habe den Gipfel nicht erreicht.“

Ferran Latorre, ein Bergsteiger aus Pasabans Team, warf schließlich die Frage auf, warum das grüne Kletterseil, das Ohs Team zum Aufstieg am Berg befestigt hatte, etwa 200 Meter unterhalb des Gipfels aufhörte. Er sehe dafür keinen Grund, wenn die Besteigung bis zum Gipfel fortgesetzt wurde.
Am 3. Mai 2010 befragte Hawley Oh ausführlich über die strittige Besteigung des dritthöchsten Berges der Erde; die Koreanerin sicherte im Laufe des rund einstündigen Gesprächs zu, weiteres Bildmaterial vorzulegen. Daraufhin entschied Hawley, die Besteigung in ihrer Datenbank vorerst nicht als “unrecognised” (deutsch: „nicht anerkannt“) einzuordnen, sondern den Status “disputed” bis zur Klärung beizubehalten. Außerdem gratulierte sie Oh zur Besteigung aller Achttausender. Dieser Erfolg wurde in gleicher Weise von Ang Tshering, Präsident der Nepal Mountaineering Association, und vom deutschen Himalaya-Chronisten Eberhard Jurgalski anerkannt. Sollten jedoch Hawleys Untersuchungen zu dem Ergebnis kommen, dass Oh den Gipfel nicht bestiegen hat, würde der Rekord keine internationale Anerkennung finden.
Im August 2010 lehnte Ohs eigener Bergsteigerverband, die Südkoreanische Korea Alpine Federation, die Anerkennung der fraglichen Besteigung ab. Der Generalsekretär des Verbands gab als Grund hierfür das Landschaftsbild an, das vor Ort anders aussehe, als auf dem vermeintlichen Gipfelfoto. Dies hatte ein Fachausschuss des Verband bestätigt, dem erfahrene Bergsteiger angehörten, die den Kangchendzönga bereits bestiegen haben, darunter die Achttausender-Sammler Park Young-seok und Um Hong-gil.
Einen Fürsprecher hat Oh im Südtiroler Bergsteiger Reinhold Messner. Messner, der als Erster alle Achttausender bestiegen hatte, verteidigte Oh in einem Interview mit der Zeitschrift profil im September 2010. Ihr Erfolg müsse anerkannt werden, „solange keine Gegenbeweise da sind.“ Die Zweifel an der Kangchendzönga-Besteigung bezeichnete er als „Rufmord“, die mediale Aufbereitung als „unfaire Kampagne“. Zu den Indizien, die gegen Oh vorgebracht worden waren, sagte Messner, er habe „in Kathmandu von einem Sherpa gehört, dem Geld geboten wurde, dass er behauptet, Eun Sun habe am Kangchendzönga gemogelt.“
Beim International Mountain Summit am 6. November 2010 in Brixen erläuterte Oh, das umstrittene Gipfelfoto sei nicht am höchsten Punkt des Berges entstanden:

“The real truth is that the Kanchenjunga summit has no rock, but five or ten meters beside is a lot of rock. When I came there, bad weather, a change of weather, I didn’t do the real point. I didn’t do the real point, but my point is also on the top.”

„Die wirkliche Wahrheit ist, dass der Gipfel des Kangchendzönga keinen Fels hat, aber fünf oder zehn Meter daneben ist viel Fels. Als ich dort ankam, [war] schlechtes Wetter, ein Wetterumschwung, ich habe den wirklichen Punkt nicht gemacht. Ich habe den wirklichen Punkt nicht gemacht, aber mein Punkt ist auch auf der Spitze.“

Wegen des Sturmes seien sie und ihre Begleiter dort umgekehrt, weiterzugehen sei zu gefährlich gewesen, so Oh weiter. Oh geht davon aus, dass die Besteigung dennoch als solche anerkannt wird. Messner teilt diese Auffassung. Dagegen sprach das Bergsteiger-Internetportal ExplorersWeb Oh auf die Offenbarung hin die Besteigung ab und Pasaban den Titel der ersten Frau auf allen Achttausendern zu.

## Stil und Art der Expeditionen
Oh Eun-sun kann als beispielhafte Vertreterin des sogenannten Expeditionsstils genannt werden. Sie nutzt bei Bedarf zusätzlichen Sauerstoff und greift auf Trägerunterstützung zum Erstellen sämtlicher Lager und Versichern der Route bis in den Gipfelbereich zurück. Sie selbst hat den Einsatz von zusätzlichem Sauerstoff nur am K2 und Mount Everest bestätigt. Oh Eun-sun nutzte Hubschrauber, auch um nach der Rückkehr von einem Gipfel so rasch wie möglich in das nächste Basislager zu gelangen. Nur durch Überfliegen der mehrwöchigen Anmarschwege sind mehrere aufeinander folgende Besteigungen innerhalb einer Saison zeitlich möglich. Der von Oh öfters angeführte Amateurstatus wird durch den großen finanziellen Aufwand und die umfassende Unterstützung durch Sponsoren ad absurdum geführt. Dabei setzt Oh Träger nicht nur zum Transport von Ausrüstung ein, sondern auch zum Ziehen von Spuren im Tiefschnee und zur Vorbereitung der Route durch Fixseile.
Die Nutzung von zusätzlichem Sauerstoff sowie die starke Unterstützung durch Träger und der große Materialeinsatz führt zu Kontroversen unter Alpinisten. Hier gilt der Expeditionsstil als verpönt, weil er die sportliche Leistung des einzelnen Bergsteigers verschleiert. Dementsprechend wurde Oh Eun-sun zur umstrittenen Figur und sah sich teilweise heftiger Kritik ausgesetzt. So sagte etwa Hans Kammerlander, ein Kletterpartner Reinhold Messners und selbst Verfechter des klassischen Alpinstils, über Oh:

„Ihre Unternehmung hat überhaupt nichts Sportliches an sich. Auf einen Achttausender mithilfe von Sauerstoffflaschen zu steigen ist in etwa so, wie den Giro d’Italia mit einem Moped statt einem Rennrad in Angriff zu nehmen.“

In ähnlicher Weise urteilte Andi Dick für das Magazin des Deutschen Alpenvereins über Oh:

„Sie […] bewegte sich also eher auf dem Niveau kommerziell geführter Bergreisen, statt profisportliche Exzellenz zu beweisen.“

Im Gegensatz dazu wird Oh auch bezüglich ihres Stils von Reinhold Messner verteidigt. Dieser sagte im profil-Interview, Oh habe viel weniger Unterstützung gehabt als ihre europäischen Konkurrentinnen. Beispielhaft führte er an, Oh sei seltener ins Basislager geflogen worden als Kaltenbrunner und Pasaban. Diese würden ebenfalls Fixseile und die Hilfe von Höhenträgern nutzen, auch wenn Kaltenbrunner dies abstreite. Zur Kritik am Einsatz von zusätzlichem Sauerstoff – so etwa durch Wolfgang Wabel, Ressortleiter für Spitzensport beim Deutschen Alpenverein, der Zusatzsauerstoff als Doping klassifizierte – sagte Messner:

„Es ist schon komisch: Als ich und Peter Habeler damals erstmals ohne künstlichen Sauerstoff auf den Mount Everest stiegen, wurden wir von den Medien in Grund und Boden verdammt. […] Wir wurden als ehrgeizig und verantwortungslos beschimpft. […] Dass sich das heute so umdreht und Sauerstoff sogar als Doping bezeichnet wird, finde ich lustig.“

## Chronologie der Expeditionen

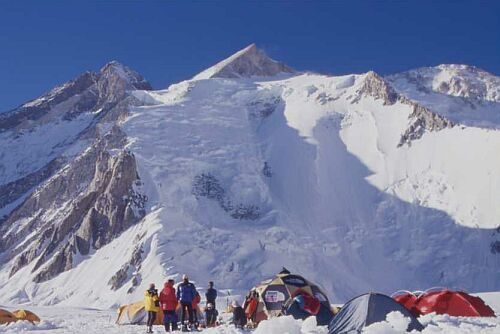
Der erste Achttausender, den Oh Eun-sun bestieg, ist der 8034 Meter hohe Gasherbrum II.

- 1993: Versuch am Mount Everest mit der Korean Women Everest Expedition
- 1996: Mont Blanc[8]
- 17. Juli 1997: Gasherbrum II über den Nordwest-Grat[9]
- 1999: Versuche am Broad Peak und am Makalu
- 2001: Versuch am K2
- 24. Juli 2002: Elbrus[8]
- 24. Mai 2003: Mount McKinley über den West Buttress, erste Solobesteigung einer Koreanerin[8]
- 13. Oktober 2003: Besteigung des Nirekha (6169 m) in Nepal durch die „Erste gemeinsame asiatische Frauenexpedition“[8]
- 9. Januar 2004: Aconcagua[8]
- 20. Mai 2004: Mount Everest mit zusätzlichem Sauerstoff über den Nordost-Grat[9] als erste Solobesteigung einer Koreanerin
- 19. August 2004: Kibo über die Marangu-Route[8]
- 12. November 2004: Mount Kosciuszko[8]
- 19. Dezember 2004: Mount Vinson über die West Side[8]
- 3. Oktober 2006: Shishapangma über die Südwestwand[9]
- 3. Dezember 2006: Carstensz-Pyramide[8]
- 8. Mai 2007: Cho Oyu[9]
- 20. Juli 2007: K2 mit zusätzlichem Sauerstoff[9]
- 13. Mai 2008: Makalu[9]
- 26. Mai 2008: Lhotse[9]
- 31. Juli 2008: Broad Peak[9]
- 12. Oktober 2008: Manaslu[9]
- 6. Mai 2009: Kangchendzönga (angefochten)[9] nach eigenen Angaben ohne zusätzlichen Sauerstoff, was laut Edurne Pasaban, die gleichzeitig am Berg war, jedoch nicht stimmen soll
- 21. Mai 2009: Dhaulagiri[9] drei Tage nach Ankunft im Basislager und nach zwölf Stunden Aufstieg unter stürmischen Bedingungen, nach Angaben ihres Sponsors Black Yak ohne zusätzlichen Sauerstoff
- 10. Juli 2009: Nanga Parbat[9]
- 3. August 2009: Hidden Peak[9] trotz schwieriger Schneeverhältnisse, nach Angaben ihres Sponsors wiederum ohne zusätzlichen Sauerstoff
- 27. April 2010: Annapurna[9]